# John de Ros, 5. Baron de Ros
John de Ros, 5. Baron de Ros (* um 1365; † 11. Februar 1394 in Paphos) war ein englischer Adliger und Politiker.

## Leben
John de Ros entstammte einer alten anglo-normannischen Familie und war der Sohn und Erbe des Thomas de Ros, 4. Baron de Ros. Beim Tod seines Vaters, 1383, war er etwa 16 bis 20 Jahre alt. Da er noch minderjährig war, wurden seine ererbten Ländereien von seinem Vormund, Robert de Vere, 9. Earl of Oxford, verwaltet. Nach Erreichen der Volljährigkeit erhielt er am 16. Oktober 1386 die Verfügungsgewalt über seine Güter. Vorher schon hatte er seit 1383 als Banneret König Richards II. im Krieg gegen Schottland gedient, den er in der Folge bis 1385 bei diesem Feldzug begleitete. Ab August 1386 erhielt er regelmäßig bis zu seinem Tode Writs of Summons zu den stattfindenden Sitzungen des Parlaments. John de Ros wurde auch weiterhin militärisch eingesetzt. So segelte er 1387 unter Richard FitzAlan, 11. Earl of Arundel, nach Frankreich, um am Krieg gegen die Franzosen teilzunehmen. Im Juni 1389 wurde er Joint Warden der West March of Scotland.
Er starb am 11. Februar 1394 auf der Rückkehr von einer Pilgerfahrt nach Jerusalem in Paphos auf Zypern. Er war seit dem 6. August 1389 mit Mary Percy († 1394), Tochter des Henry Percy, 3. Baron Percy, verheiratet. Da diese Ehe kinderlos blieb, erbte sein Bruder William de Ros, 6. Baron de Ros seine Ländereien und seinen Titel.